# Lijst van voetbalinterlands Maleisië - Taiwan
Deze lijst van voetbalinterlands is een overzicht van alle officiële voetbalwedstrijden tussen de nationale teams van Maleisië en Taiwan (Chinees Taipei). De landen hebben tot op heden zestien keer tegen elkaar gespeeld. De eerste ontmoeting, een wedstrijd tijdens de Aziatische Spelen 1958, werd gespeeld in Tokio (Japan) op 25 mei 1958. Het laatste duel, een kwalificatiewedstrijd voor het Wereldkampioenschap voetbal 2026, vond plaats op 11 juni 2024 in Kuala Lumpur.

## Wedstrijden
| №  | Plaats       | Datum            | Competitie                 | Wedstrijd                 | Uitslag |
| -- | ------------ | ---------------- | -------------------------- | ------------------------- | ------- |
| 1  | Tokio        | 25 mei 1958      | Aziatische Spelen 1958     | Taiwan − Maleisië         | 2 − 1   |
| 2  | Kuala Lumpur | 12 augustus 1963 | Vriendschappelijk          | Maleisië − Taiwan         | 2 − 3   |
| 3  | Kuala Lumpur | 2 september 1964 | Vriendschappelijk          | Maleisië − Taiwan         | 5 − 2   |
| 4  | Kuala Lumpur | 4 augustus 1970  | Vriendschappelijk          | Maleisië − Taiwan         | 3 − 1   |
| 5  | Kuala Lumpur | 20 augustus 1971 | Vriendschappelijk          | Maleisië − Taiwan         | 0 − 0   |
| 6  | Saigon       | 3 november 1974  | Vriendschappelijk          | Taiwan − Maleisië         | 0 − 0   |
| 7  | Bangkok      | 21 november 1979 | Vriendschappelijk          | Maleisië − Taiwan         | 0 − 3   |
| 8  | Shah Alam    | 20 maart 1997    | WK 1998 kwalificatie       | Maleisië − Chinees Taipei | 2 − 0   |
| 9  | Djedda       | 27 maart 1997    | WK 1998 kwalificatie       | Chinees Taipei − Maleisië | 0 − 0   |
| 10 | Kuala Lumpur | 25 maart 2000    | Azië Cup 2000 kwalificatie | Maleisië − Chinees Taipei | 3 − 0   |
| 11 | Bangkok      | 4 april 2000     | Azië Cup 2000 kwalificatie | Chinees Taipei − Maleisië | 3 − 2   |
| 12 | Kuala Lumpur | 29 juni 2011     | WK 2014 kwalificatie       | Maleisië − Chinees Taipei | 2 − 1   |
| 13 | Taipei       | 3 juli 2011      | WK 2014 kwalificatie       | Chinees Taipei − Maleisië | 3 − 2   |
| 14 | Taipei       | 7 september 2018 | Vriendschappelijk          | Chinees Taipei − Maleisië | 2 − 0   |
| 15 | Taipei       | 21 november 2023 | WK 2026 kwalificatie       | Chinees Taipei − Maleisië | 0 − 1   |
| 16 | Kuala Lumpur | 11 juni 2024     | WK 2026 kwalificatie       | Maleisië − Chinees Taipei | 3 − 1   |

## Samenvatting
| Competitie            | Totaal gespeeld | Winst Maleisië | Gelijk | Winst Chinees Taipei | Doelsaldo Maleisië – Chinees Taipei |
| --------------------- | --------------- | -------------- | ------ | -------------------- | ----------------------------------- |
| WK-kwalificatie       | 6               | 4              | 1      | 1                    | 10 − 5                              |
| Azië Cup-kwalificatie | 2               | 1              | 0      | 1                    | 5 − 3                               |
| Aziatische Spelen     | 1               | 0              | 0      | 1                    | 1 − 2                               |
| Vriendschappelijke    | 7               | 2              | 2      | 3                    | 10 − 11                             |
| Totaal                | 16              | 7              | 3      | 6                    | 26 − 21                             |

FAM · 
A-internationals · 
Maleisisch vrouwenelftal
Afghanistan ·
Algerije ·
Australië ·
Bahrein ·
Bangladesh ·
Bhutan ·
Bosnië en Herzegovina ·
Brazilië ·
Brunei ·
Cambodja ·
Canada ·
China ·
Engeland ·
Fiji ·
Filipijnen ·
Finland ·
Ghana ·
Hongkong ·
India ·
Indonesië ·
Irak ·
Iran ·
Israël ·
Jamaica ·
Japan ·
Jemen ·
Jordanië ·
Kenia ·
Kirgizië ·
Koeweit ·
Laos ·
Lesotho ·
Libanon ·
Liberia ·
Libië ·
Liechtenstein ·
Macau ·
Malediven ·
Marokko ·
Mongolië ·
Myanmar ·
Nepal ·
Nieuw-Zeeland ·
Noord-Korea ·
Oezbekistan ·
Oman ·
Oost-Timor ·
Pakistan ·
Palestina ·
Papoea-Nieuw-Guinea ·
Qatar ·
Saoedi-Arabië ·
Salomonseilanden ·
Senegal ·
Singapore ·
Sri Lanka ·
Syrië ·
Tadzjikistan ·
Taiwan ·
Thailand ·
Turkije ·
Turkmenistan ·
Uruguay ·
Verenigde Arabische Emiraten ·
Vietnam ·
Zuid-Korea ·
Zuid-Vietnam ·
Zweden
CTFA ·
Bondscoaches ·
vrouwenvoetbalelftal ·
Topscorers
Afghanistan ·
Australië ·
Bahrein ·
Bangladesh ·
Brunei ·
Cambodja ·
Fiji ·
Filipijnen ·
Grenada ·
Guam ·
Hongkong ·
India ·
Indonesië ·
Irak ·
Iran ·
Israël ·
Japan ·
Jordanië ·
Kenia ·
Kirgizië ·
Koeweit ·
Laos ·
Macau ·
Maleisië ·
Mongolië ·
Myanmar ·
Nepal ·
Nieuw-Zeeland ·
Noord-Korea ·
Oezbekistan ·
Oman ·
Oost-Timor ·
Pakistan ·
Palestina ·
Panama ·
Saint Kitts en Nevis ·
Salomonseilanden ·
Saoedi-Arabië ·
Singapore ·
Sri Lanka ·
Syrië ·
Thailand ·
Trinidad en Tobago ·
Turkmenistan ·
Vietnam ·
Zuid-Korea ·
Zuid-Vietnam